# Галактика (Междузвездни войни)
Галактиката от света на „Междузвездни войни“ е позната като „Далечната галактика“ или просто като „Галактиката“. Тя е спирална галактика, с дължина 120 000 светлинни години, т.е на един кораб със стандартен хипердвигател (клас 4) ще му трябват 83 дни, за да я прекоси от край до край. В галактиката има приблизително 400 милиарда звезди и около половината от тях има планети, на които може да се поддържа живот. Около 10% от тях наистина са развили такъв, докато разумни същества има на една от 1000 планети с живот (на около 40 милиона).

## Региони
Галактиката е разделена на няколко региона, подредени по своята отдалеченост от Ядрото. Регионите се делят на по-малки единици като сектори, системи и планети.

### Дълбоко ядро
В самото сърце на галактиката е Дълбокото ядро – малък регион, който крие необичайни светове. Заради гравитационното привличане на гъсто разположените звезди, местното времепространство е силно изкривено, което прави хиперпространствените пътувания изключително трудни. Регионът бил мислен за непристъпен, докато Галактическата империя не открила няколко сигурни хиперкоридора, и тази зона останала имперско укрепление почти 20 години след битката при Ендор.

### Светове на Ядрото
Древен регион, граничещ с външните краища на Дълбокото ядро, Световете на Ядрото са някои от най-престижните, високоразвити и известни планети в галактиката. Регионът е началната зона на човешко обитание. Галактическата република и почти всички галактически правителства са родени в световете на Ядрото, преди да се разгърнат из галактиката. Някои смятат, че човешката раса произлиза от този регион.

### Колонии
Регионът на Колониите е разположен между световете на Ядрото и Вътрешния ръб. Както подсказва името, той е между първите колонизирани зони извън Ядрото и световете в него обикновено са гъсто индустриализирани и населени.

### Вътрешен ръб
Вътрешният ръб е регион на галактиката между Колониите и Експанзивния регион. Първоначално е наричан просто „Ръбът“, защото с векове се смятало, че е най-далечното протежение на галактиката, но след него бил открит и Експанзивния ръб, по-късно наречен Експанзивен Регион.

### Експанзивен регион
Експанзивният регион бил експеримент в управляваните от корпоративните светове, с могъщи корпорации, използващи и печелещи силно от планетите заради техните сурови материали, метали и руда. Населниците били потискани, докато корпорациите лишавали цели звездни системи от техните ресурси, докато не се надигнали протести от система в система. Галактическата република накрая се намесила под натиска на гражданите, ограничавайки или отнемайки корпоративните интереси. Световете от Експанзивния регион все още произвеждат сурови материали, въпреки че много от ресурсите са изчерпани.

### Среден ръб
С по-малко природни богатства и оттам с по-малко население от съседните региони, Средният пръстен е територия, където местните жители трябва да работят здраво за всичко което имат. Няколко планети от този регион са създали внушителни икономики и това привлича пиратски шайки, които дебнат край търговските пътища.

### Външен ръб
Териториите на Външния ръб са последната широко населена зона преди Необитаемият космос и Непознатите региони. Повечето светове от Външния ръб са уединени и все още примитивни, или имат свои собствени закони и норми, неподвластни на републиканските. Много бегълци от Републиката и всякакви престъпни елементи са се устроили там.

### Ръкав Тингъл
Тингъл е външен спирален „ръкав“ на галактиката. Там е управлвнието на Корпоративния сектор, политическа единица, която е полунезависима от Галактическата република. Този сектор е разширен от няколкостотин до тридесет хиляди системи.

### Непознати региони
Изразът „Непознати региони“ най-обикновено се отнася до голямото неизследвано пространство между Бакура и т. нар. в късни времена Имперски остатък, което е основно доминирано от Чиското господство. Непознатите региони се състоят само няколко милиарда звезди, извън галактическата сума от 400 милиарда. По причини, които предстоят да бъдат доказани там има липса на сигурни хиперпространствени маршрути. Определението „Непознати Региони“ също включва необозначени на картите зони в гъсти мъглявини, кълбовидни купове и галактическата ареола.

### Необитаем космос
Необитаемият космос е граница на галактическото общество, разделяйки известните части на галактиката от Непознатите региони. Необитаемият космос се различава от Непознатите региони по това, че част от него е била изследвана, макар и в малка степен, а Непознатите региони си остават тайнствени.

## Транспортни маршрути
Множество установени „пътища“ минават през секторите. Тези маршрути са проучени и установени от звездни пътешественици, познати като хиперпространствени изследователи. Астродроидите имат отговорността да направляват корабите по тези маршрути.

## Раси и видове
Живот се е развил на 10% от годните за това планети, докато от тези планети само на 1/1000 се е развил разумен живот (т.е. има около 40 милиона разумни вида). Господстващият вид са хората които държат основната част от големите правителства. Разумните видове различни от хора (напр. туайлеки, хътяни, монкаламарианци и др.) са нарични от хората просто „пришълци“. Въпреки че не са смятани за раса, дроидите образуват значителна част от населението.